# Dischistocalyx lithicola
Dischistocalyx lithicola är en akantusväxtart som beskrevs av Champl. och Ngok. Dischistocalyx lithicola ingår i släktet Dischistocalyx och familjen akantusväxter. Inga underarter finns listade i Catalogue of Life.